# Joey Goebel
Pour les articles homonymes, voir Goebel.
Joey Goebel (de son nom complet Adam Joseph Goebel III), né le 2 septembre 1980 à Henderson dans le Kentucky, est un jeune romancier américain dont le travail tourne autour des particularités culturelles de l'Amérique "profonde". Il s'impose déjà comme l'une des figures montantes de la littérature américaine.

## Biographie
Joey Goebel a grandi à Henderson, Kentucky. Ses parents, Adam Goebel de Louisville, et Nancy Bingemer Goebel d'Henderson, tous deux travailleurs sociaux, se sont rencontrés à Frankfort, Kentucky. Sa sœur aînée CeCe est également travailleuse sociale. Son travail tourne autour des particularités culturelles de l'Amérique "profonde". Il s'impose déjà comme l'une des figures montantes de la littérature américaine. Il vit actuellement dans le Kentucky, avec son épouse Micah. 

## Études et début de carrière artistique
Goebel a étudié à l'Université de Brescia à Owensboro, Kentucky d'où il est sorti diplômé en Anglais avec une spécialisation en écriture professionnelle. Il a également reçu un Master of Fine Arts en "écriture créative" à l'Université Spalding.
De 1996 à 2001, avant de devenir écrivain, Goebel a chanté et joué de la guitare pour un groupe punk local -The Mullets - avec ses partenaires Jason Sheeley et Justin Hope. Après une centaine de concerts à travers le Midwest (surtout à Evansville, Indiana) et six enregistrements, il rejoint le groupe Novembrists.
Avec Jr. Bailey et Luke Bickers. Le groupe perdure un an, enregistre un album et se produit notamment lors d'un spectacle de bienfaisance.
On retrouve dans  plusieurs titres des références littéraires, par exemple Vladimir Nabokov ("My Sweet Lolita") et F. Scott Fitzgerald ("All the Sad Young Men").
Il se consacre un temps à la critique musicale avant de se lancer totalement dans le monde de la littérature.

## Carrière littéraire
Début 2005, Joey Goebel sort son premier ouvrage : Vincent. En 2007, il signe Torturez l'artiste, un roman qui épingle l'industrie du divertissement et symbolise son engagement contre une production culturelle américaine en berne, sans âme, et guidée par des fins commerciales. Félicité par l'ensemble des critiques, il est voué à un avenir prometteur.
Les livres de Goebel ont été publiés dans plus de dix langues et ont rencontré leurs plus grands succès en Allemagne, Autriche et Suisse. Il a reçu plusieurs prix et récompenses.

## Filiation littéraire
Son auteur préféré est Kurt Vonnegut. Il apprécie également Charles Bukowski, Robert Penn Warren, Francis Scott Fitzgerald, et les auteurs américains de l’entre deux guerres Sherwood Anderson, John Steinbeck et William Faulkner.

## Œuvres
- The Anomalies (2003)
- Torturez l'artiste !, Héloïse d'Ormesson, 2007  (ISBN 978-2-35087-055-7), traduit par Christophe Claro
- Blue Gene, Héloïse d'Ormesson (2011), traduit par Samuel Sfez. Publié aux États-Unis sous le titre Commonwealth le 4 juillet 2008, jour de fête nationale, par provocation.
- Goebel a aussi écrit plusieurs articles pour le magazine d'arts et de divertissement News 4U d'Evansville.